# Metagonia secreta
Metagonia secreta är en spindelart som beskrevs av Willis J. Gertsch 1971. Metagonia secreta ingår i släktet Metagonia och familjen dallerspindlar. Inga underarter finns listade i Catalogue of Life.